# Campeonato Sul-Americano de Clubes de Voleibol Feminino de 1991
O Campeonato Sul-Americano de Clubes de Voleibol Feminino de 1991 foi a vigésima edição do torneio organizado anualmente pela CSV com esta nomenclatura, que foi disputado entre os  dias 9 a 14 de abril no Ginásio Gavino Virdes ("Cava do Bosque"), localizado na cidade de Ribeirão Preto,  Brasil. É o Torneio classificatório para edição do Campeonato Mundial de Clubes de Voleibol Feminino de 1991

## Formato de disputa
As oito equipes qualificadas foram dispostas em dois grupos proporcionais em número de equipes, correspondente a fase classificatória,  na qual todas as equipes se enfrentaram entre si (dentro de seus grupos) em turno único. As duas primeiras colocadas de cada grupo se classificaram para a fase semifinal, na qual se enfrentaram em cruzamento olímpico.
Os times vencedores das semifinais se enfrentaram na partida final, que definiu o campeão; já as equipes derrotadas nas semifinais decidiram a terceira posição grupo (Perdedor do Jogo 8 x Perdedor do Jogo 9) e as equipes eliminadas antes da fase semifinal disputaram o quinto lugar (3º A x 3º B) e disputaram o sétimo lugar (4º A x 4º B).
Para a classificação dentre dos grupos na primeira fase, o placar de 3-0 ou 3-1 garantiu três pontos para a equipe vencedora e nenhum para a equipe derrotada; já o placar de 3-2 garantiu dois pontos para a equipe vencedora e um para a perdedora.

## Participantes
As seguintes equipes foram qualificadas para a disputa do Campeonato Sul-Americano de Clubes de 2009:
| Equipe               | País      | Forma de Classificação                | Títulos        |
| -------------------- | --------- | ------------------------------------- | -------------- |
| Sadia EC             | Brasil    | Representante da Cidade-Sede          | 2 (1989, 1990) |
| PAEC                 | Brasil    | Vice-campeão da Liga Nacional 1990-91 | 0 (não possui) |
| Jundeportes          | Colômbia  | Campeão da Liga Colombiana de 1991    | 0 (não possui) |
| Alianza Lima         | Peru      | Campeão da DISUNVOL de 1991           | 0 (não possui) |
| Sportivo Italiano    | Uruguai   | Campeão da Liga Uruguaia de 1991      | 0 (não possui) |
| UNSJ                 | Argentina | Representante da Feva                 | 0 (não possui) |
| Juventud Estudiantil | Bolívia   | Campeão da Liga Boliviana de 1991     | 0 (não possui) |
| Universidad de Chile | Chile     | Campeão da Liga Chilena de 1991       | 0 (não possui) |

## Fase classificatória

### Grupo A
Classificação
|     |                      |     | Jogos | Jogos | Jogos | Resultados | Resultados | Resultados | Resultados | Resultados | Resultados | Sets | Sets | Sets  | Pontos | Pontos | Pontos |
| Pos | Equipe               | Pts | T     | V     | D     | 3–0        | 3–1        | 3–2        | 2–3        | 1–3        | 0–3        | V    | P    | R     | V      | P      | R      |
| --- | -------------------- | --- | ----- | ----- | ----- | ---------- | ---------- | ---------- | ---------- | ---------- | ---------- | ---- | ---- | ----- | ------ | ------ | ------ |
| 1   | Sadia EC             | 9   | 3     | 3     | 0     | 3          | 0          | 0          | 0          | 0          | 0          | 9    | 0    | MAX   | 0      | 0      | MAX    |
| 2   | Alianza Lima         | 6   | 3     | 2     | 1     | 2          | 0          | 0          | 0          | 0          | 1          | 6    | 3    | 2,000 | 0      | 0      | MAX    |
| 3   | Sportivo Italiano    | 3   | 3     | 1     | 2     | 1          | 0          | 0          | 0          | 0          | 2          | 3    | 6    | 0.500 | 0      | 0      | MAX    |
| 4   | Juventud Estudiantil | 0   | 3     | 0     | 3     | 0          | 0          | 0          | 0          | 0          | 3          | 0    | 9    | 0,000 | 0      | 0      | MAX    |

Resultados
| 9 de abril de 1991 00:00 [ Relatório] | Sadia EC          | 3 — 0 | Sportivo Italiano | Ginásio Gavino Virdes, Ribeirão Preto |
| 9 de abril de 1991 00:00 [ Relatório] | Set 1 Set 2 Set 3 |       |                   | Ginásio Gavino Virdes, Ribeirão Preto |

| 9 de abril de 1991 00:00 [ Relatório] | Alianza Lima      | 3 — 0 | Juventud Estudiantil | Ginásio Gavino Virdes, Ribeirão Preto |
| 9 de abril de 1991 00:00 [ Relatório] | Set 1 Set 2 Set 3 |       |                      | Ginásio Gavino Virdes, Ribeirão Preto |

| 10 de abril de 1991 00:00 [ Relatório] | Sadia EC          | 3 — 0 | Juventud Estudiantil | Ginásio Gavino Virdes, Ribeirão Preto |
| 10 de abril de 1991 00:00 [ Relatório] | Set 1 Set 2 Set 3 |       |                      | Ginásio Gavino Virdes, Ribeirão Preto |

| 10 de abril de 1991 00:00 [ Relatório] | Alianza Lima      | 3 — 0 | Sportivo Italiano | Ginásio Gavino Virdes, Ribeirão Preto |
| 10 de abril de 1991 00:00 [ Relatório] | Set 1 Set 2 Set 3 |       |                   | Ginásio Gavino Virdes, Ribeirão Preto |

| 11 de abril de 1991 00:00 [ Relatório] | Sportivo Italiano | 3 — 0 | Juventud Estudiantil | Ginásio Gavino Virdes, Ribeirão Preto |
| 11 de abril de 1991 00:00 [ Relatório] | Set 1 Set 2 Set 3 |       |                      | Ginásio Gavino Virdes, Ribeirão Preto |

| 11 de abril de 1991 00:00 [ Relatório] | Sadia EC          | 3 — 0 | Alianza Lima | Ginásio Gavino Virdes, Ribeirão Preto |
| 11 de abril de 1991 00:00 [ Relatório] | Set 1 Set 2 Set 3 |       |              | Ginásio Gavino Virdes, Ribeirão Preto |

### Grupo B
Classificação
|     |                      |     | Jogos | Jogos | Jogos | Resultados | Resultados | Resultados | Resultados | Resultados | Resultados | Sets | Sets | Sets  | Pontos | Pontos | Pontos |
| Pos | Equipe               | Pts | T     | V     | D     | 3–0        | 3–1        | 3–2        | 2–3        | 1–3        | 0–3        | V    | P    | R     | V      | P      | R      |
| --- | -------------------- | --- | ----- | ----- | ----- | ---------- | ---------- | ---------- | ---------- | ---------- | ---------- | ---- | ---- | ----- | ------ | ------ | ------ |
| 1   | PAEC                 | 9   | 3     | 3     | 0     | 3          | 0          | 0          | 0          | 0          | 0          | 9    | 0    | MAX   | 0      | 0      | MAX    |
| 2   | Jundeportes          | 9   | 4     | 3     | 1     | 3          | 0          | 0          | 0          | 0          | 1          | 9    | 3    | 3,000 | 0      | 0      | MAX    |
| 3   | UNSJ                 | 3   | 3     | 1     | 2     | 1          | 0          | 0          | 0          | 0          | 2          | 3    | 6    | 0.500 | 0      | 0      | MAX    |
| 3   | Universidad de Chile | 0   | 3     | 0     | 3     | 0          | 0          | 0          | 0          | 0          | 3          | 0    | 9    | 0,000 | 0      | 0      | MAX    |

Resultados
| 9 de abril de 1991 00:00 [ Relatório] | PAEC              | 3 — 0 | Universidad de Chile | Ginásio Gavino Virdes, Ribeirão Preto |
| 9 de abril de 1991 00:00 [ Relatório] | Set 1 Set 2 Set 3 |       |                      | Ginásio Gavino Virdes, Ribeirão Preto |

| 9 de abril de 1991 00:00 [ Relatório] | UNSJ              | 0 — 3 | Jundeportes | Ginásio Gavino Virdes, Ribeirão Preto |
| 9 de abril de 1991 00:00 [ Relatório] | Set 1 Set 2 Set 3 |       |             | Ginásio Gavino Virdes, Ribeirão Preto |

| 10 de abril de 1991 00:00 [ Relatório] | PAEC              | 3 — 0 | UNSJ | Ginásio Gavino Virdes, Ribeirão Preto |
| 10 de abril de 1991 00:00 [ Relatório] | Set 1 Set 2 Set 3 |       |      | Ginásio Gavino Virdes, Ribeirão Preto |

| 10 de abril de 1991 00:00 [ Relatório] | Jundeportes       | 3 — 0 | Universidad de Chile | Ginásio Gavino Virdes, Ribeirão Preto |
| 10 de abril de 1991 00:00 [ Relatório] | Set 1 Set 2 Set 3 |       |                      | Ginásio Gavino Virdes, Ribeirão Preto |

| 11 de abril de 1991 00:00 [ Relatório] | PAEC              | 3 — 0 | Jundeportes | Ginásio Gavino Virdes, Ribeirão Preto |
| 11 de abril de 1991 00:00 [ Relatório] | Set 1 Set 2 Set 3 |       |             | Ginásio Gavino Virdes, Ribeirão Preto |

| 11 de abril de 1991 00:00 [ Relatório] | Universidad de Chile | 0 — 3 | UNSJ | Ginásio Gavino Virdes, Ribeirão Preto |
| 11 de abril de 1991 00:00 [ Relatório] | Set 1 Set 2 Set 3    |       |      | Ginásio Gavino Virdes, Ribeirão Preto |

## Fase final

### Classificação do 7º ao 8º lugares
Resultado
| 13 de abril de 1991 00:00 Relatório | Juventud Estudiantil | 3 — 2                   | Universidad de Chile | Ginásio Gavino Virdes, Ribeirão Preto |
| 13 de abril de 1991 00:00 Relatório | 4 15 14 15           | Set 1 Set 2 Set 3 Set 4 | 15 4 16 7 10         | Ginásio Gavino Virdes, Ribeirão Preto |

### Classificação do 5º ao 6º lugares
Resultado
| 13 de abril de 1991 00:00 Relatório | Sportivo Italiano | 3 — 1                   | UNSJ     | Ginásio Gavino Virdes, Ribeirão Preto |
| 13 de abril de 1991 00:00 Relatório | 15 13 15          | Set 1 Set 2 Set 3 Set 4 | 8 15 8 6 | Ginásio Gavino Virdes, Ribeirão Preto |

## Semifinais
Resultados
| 13 de abril de 1991 00:00 Relatório | PAEC | 3 — 0             | Alianza Lima | Ginásio Gavino Virdes, Ribeirão Preto |
| 13 de abril de 1991 00:00 Relatório | 15   | Set 1 Set 2 Set 3 | 1 5          | Ginásio Gavino Virdes, Ribeirão Preto |

| 13 de abril de 1991 00:00 Relatório | Sadia EC | 3 — 0             | Jundeportes | Ginásio Gavino Virdes, Ribeirão Preto |
| 13 de abril de 1991 00:00 Relatório | 15       | Set 1 Set 2 Set 3 | 3 2 1       | Ginásio Gavino Virdes, Ribeirão Preto |

## Terceiro lugar
Resultado
| 14 de abril de 1991 00:00 Relatório | Jundeportes | 0 — 3             | Alianza Lima | Ginásio Gavino Virdes, Ribeirão Preto |
| 14 de abril de 1991 00:00 Relatório | 4 0         | Set 1 Set 2 Set 3 | 15           | Ginásio Gavino Virdes, Ribeirão Preto |

## Final
Resultado
| 14 de abril de 1991 00:00 Relatório | Sadia EC | 3 — 0             | PAEC     | Ginásio Gavino Virdes, Ribeirão Preto |
| 14 de abril de 1991 00:00 Relatório | 15 17 15 | Set 1 Set 2 Set 3 | 11 16 10 | Ginásio Gavino Virdes, Ribeirão Preto |

## Classificação Final
| Posição           | Equipe                           | Classificação                                               |
| ----------------- | -------------------------------- | ----------------------------------------------------------- |
| Medalha de ouro   | Sadia EC                         | Campeonato Mundial de Clubes de Voleibol Feminino de 1991 · |
| Medalha de prata  | PAEC                             |                                                             |
| Medalha de bronze | Alianza Lima                     |                                                             |
| 4                 | Jundeportes                      |                                                             |
| 5                 | Sportivo Italiano                |                                                             |
| 6                 | Universidad Nacional de San Juan |                                                             |
| 7                 | Juventud Estudiantil             |                                                             |
| 8                 | Universidad de Chile             |                                                             |